# ナーンタリ
ナーンタリ（フィンランド語: Naantali [ˈnɑːntɑli]、スウェーデン語: Nådendal）は、フィンランド南西部、南西スオミ県トゥルクの西15kmに位置する観光地として著名な、人口19,579人(2021年12月31日現在)の自治体。トゥルク郡に属し、トゥルク都市圏を形成する。市域の多くは島部が占めるが、居住地のほとんどは大陸部にある。島の区域には美しい森や牧場が多く見られる。ナーンタリはフィンランドでも歴史の古い町で、1443年にスウェーデン王クリストファ3世によって憲章に署名された。
2009年1月1日に近隣のMerimasku、Rymättylä、Velkuaと合併した。

## 観光
ナーンタリはフィンランド有数の観光地である。 市街地の北西に浮かぶKailo島にはムーミンワールドがあり、また、町内にはスカンジナビア最大級のナーンタリスパホテル、中世に建てられた石造りのナーンタリ教会、フィンランド大統領の公式別荘であるKultarantaなどがある。
また、クラシックな蒸気船による近海のクルージング、フィンランド・フェスティヴァルズの一つナーンタリ音楽祭(Naantali Music Festival)も有名である。

## 姉妹都市
- Vadstena、スウェーデン
- Nordfyn、デンマーク
- Svelvik、ノルウェー
- Vesturbyggð、アイスランド
- Puck、ポーランド
- キロフスク、ロシア

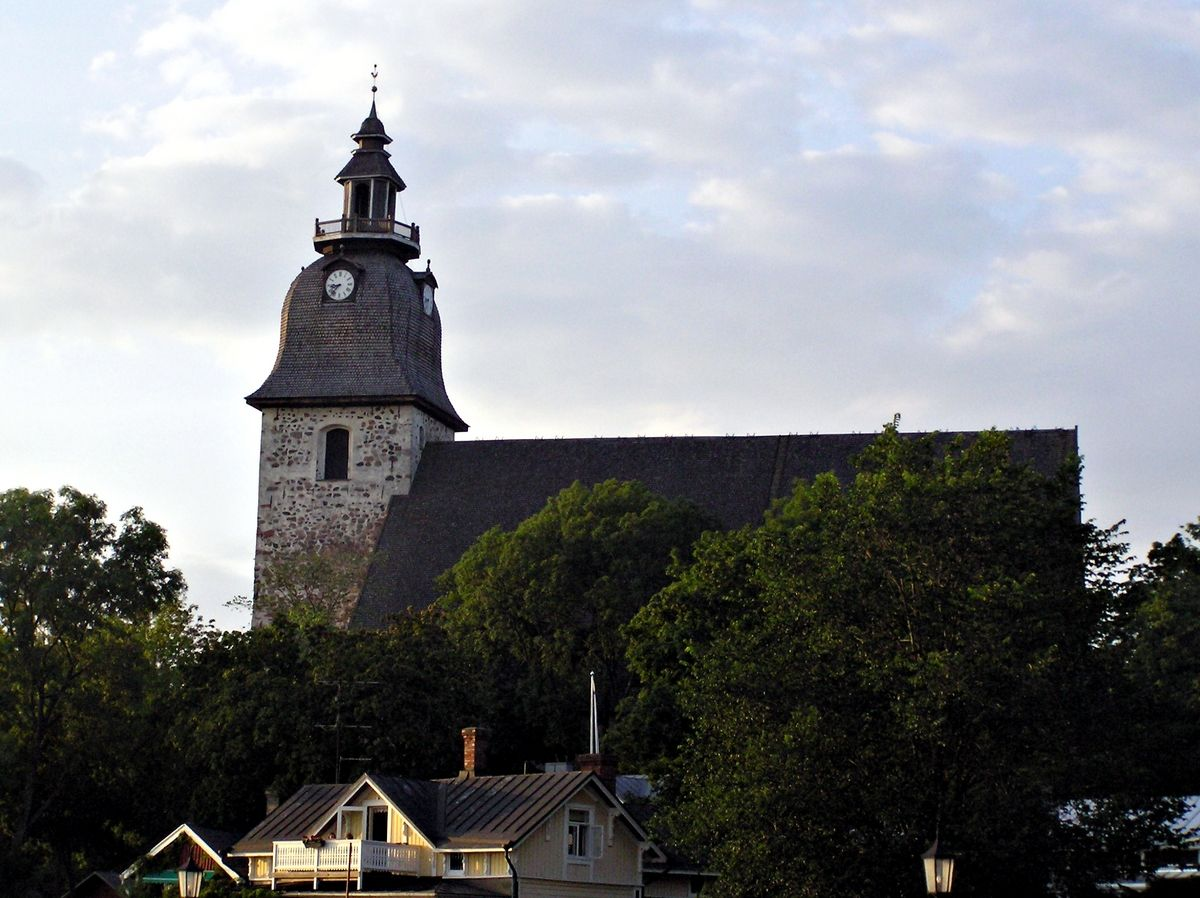
ナーンタリ教会
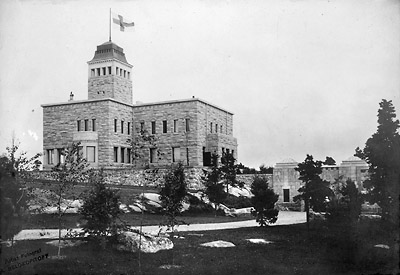
1920年からフィンランド大統領の別荘とされているKultaranta Castle
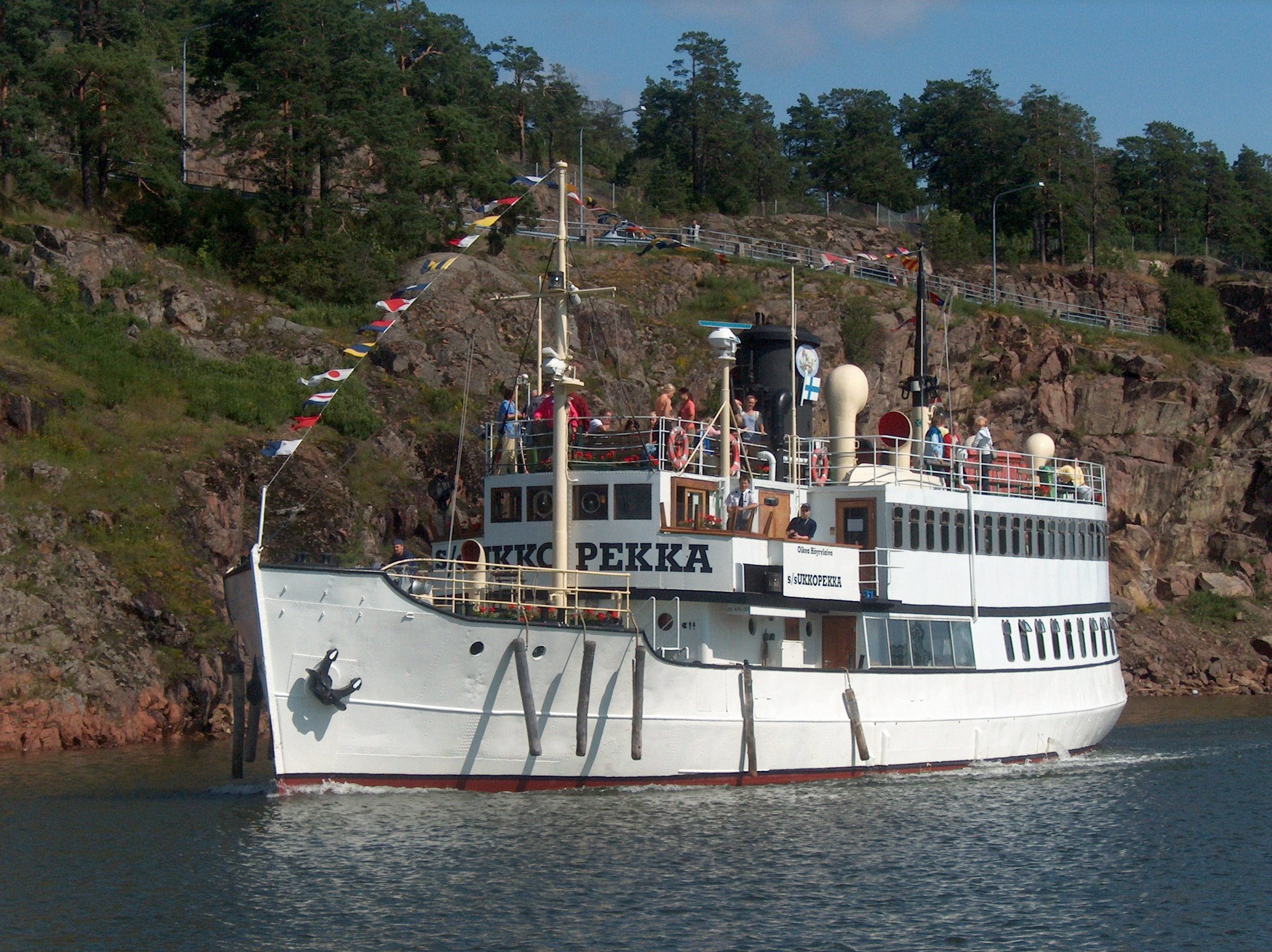
観光蒸気船 S/S Ukkopekka
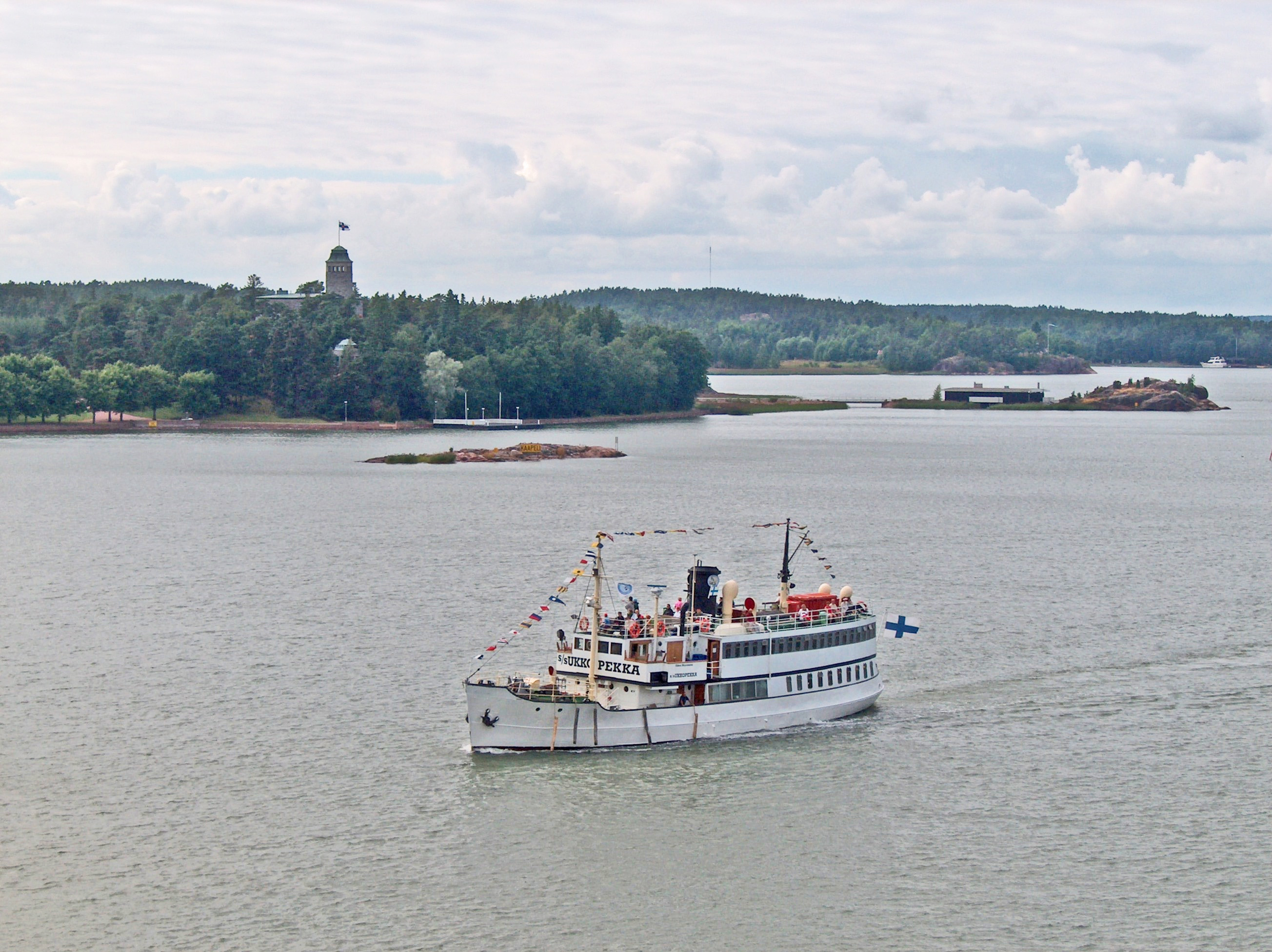
観光蒸気船とKultaranta Castle
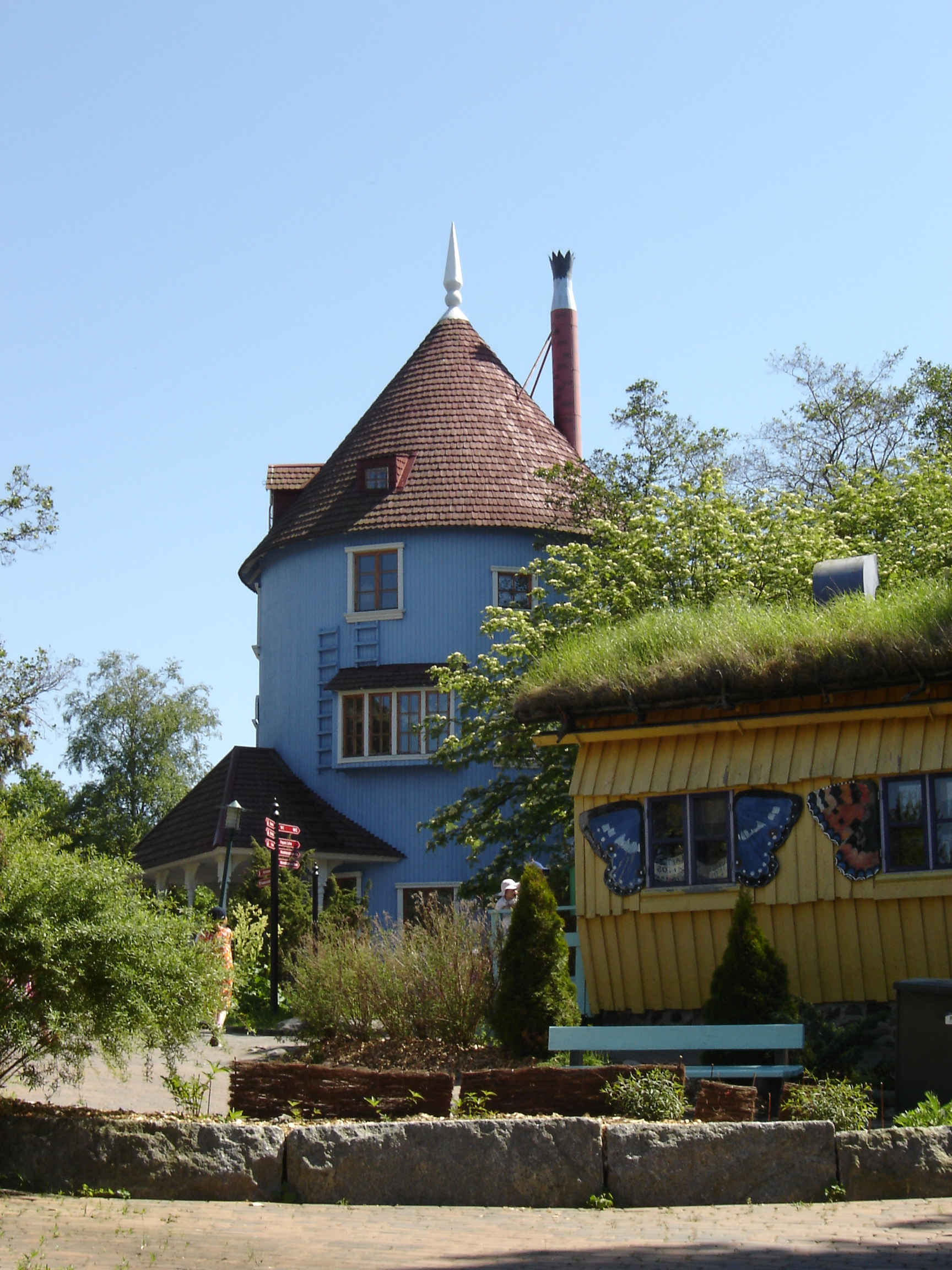
ムーミンワールド
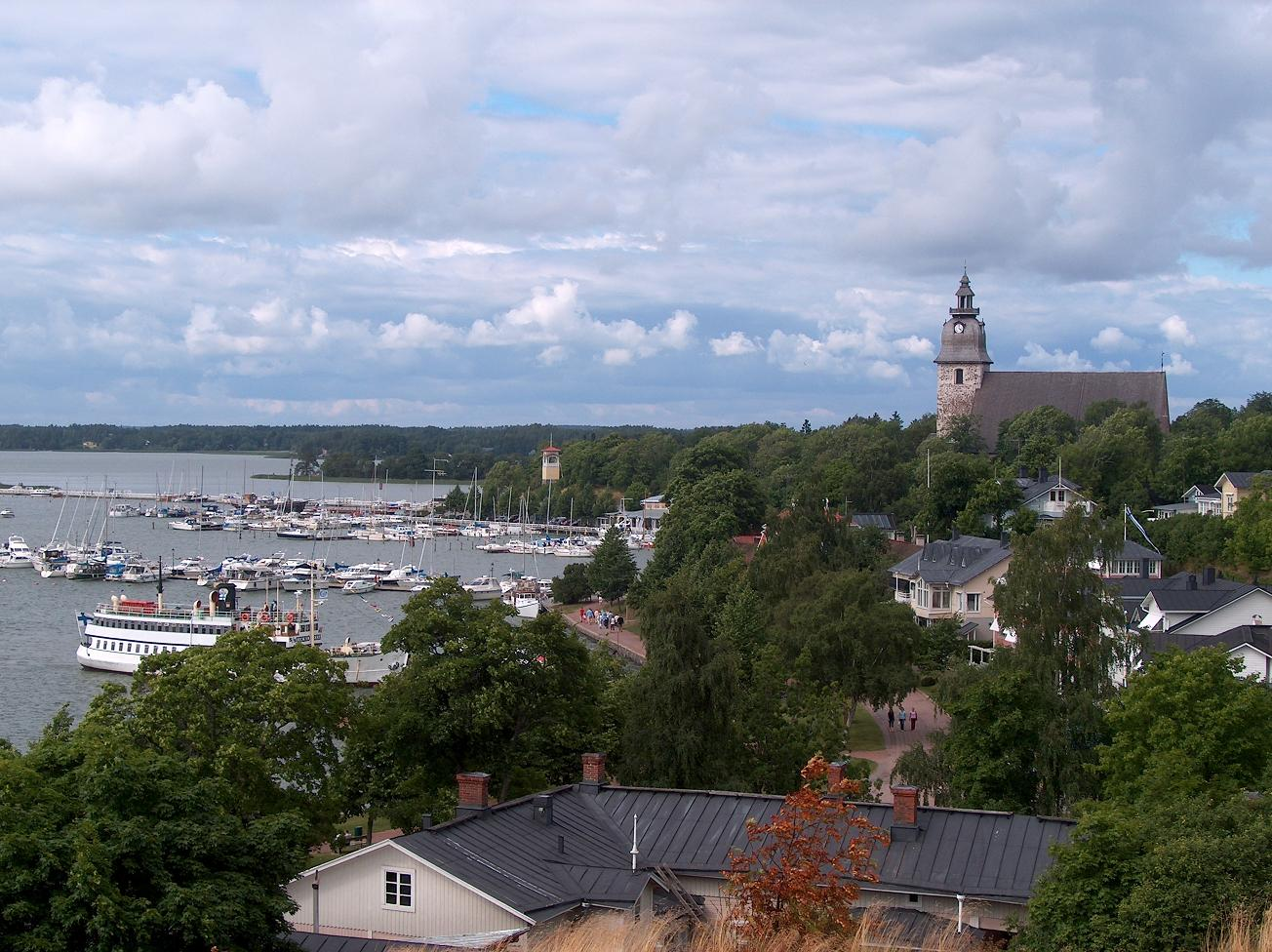
ナーンタリの港